# Marietta-Alderwood (Washington)
Marietta-Alderwood es un lugar designado por el censo ubicado en el condado de Whatcom en el estado estadounidense de Washington. En el año 2000 tenía una población de 3.594 habitantes y una densidad poblacional de 232,3 personas por km².

## Geografía
Marietta-Alderwood se encuentra ubicado en las coordenadas 48°46′51″N 122°32′38″O / 48.78083, -122.54389.

## Demografía
Según la Oficina del Censo en 2000 los ingresos medios por hogar en la localidad eran de $39.902, y los ingresos medios por familia eran $43.194. Los hombres tenían unos ingresos medios de $35.875 frente a los $27.167 para las mujeres. La renta per cápita para la localidad era de $21.322. Alrededor del 15,6% de la población estaban por debajo del umbral de pobreza.